# Eucereon exile
Eucereon exile là một loài bướm đêm thuộc phân họ Arctiinae, họ Erebidae.